# Unionville Seaforths
Unionville Seaforths byl kanadský juniorský klub ledního hokeje, který sídlil v Unionvillu v provincii Ontario. V letech 1961–1962 působil v juniorské soutěži Ontario Hockey Association (později Ontario Hockey League). Zanikl v roce 1962 přestěhováním do Toronta, kde byl vytvořen tým Toronto Knob Hill Farms. Své domácí zápasy odehrával v hale Crosby Memorial Arena.
Nejznámějším hráčem, který prošel týmem, byl Wayne Carleton, vítěz Stanley Cupu z roku 1970.

## Přehled ligové účasti
Zdroj: 
- 1961–1962: Ontario Hockey Association (Divize Metro Junior A)